# 尚特日
尚特日（法語：Chanteuges，法語發音：[ʃɑ̃tøʒ]）是法国上卢瓦尔省的一个市镇，属于布里尤德区。

## 地理
尚特日（45°4'21"N, 3°31'53"E）面积16.33 平方千米，位于法国奥弗涅-罗讷-阿尔卑斯大区上盧瓦爾省，该省份为法国中南部省份，北起多姆山省和卢瓦尔省，西接康塔爾省，南至洛泽尔省，东临阿尔代什省。
与尚特日接壤的市镇（或旧市镇、城区）包括：朗雅克、佩布拉克、阿列河畔圣阿尔孔、圣于连德沙兹。

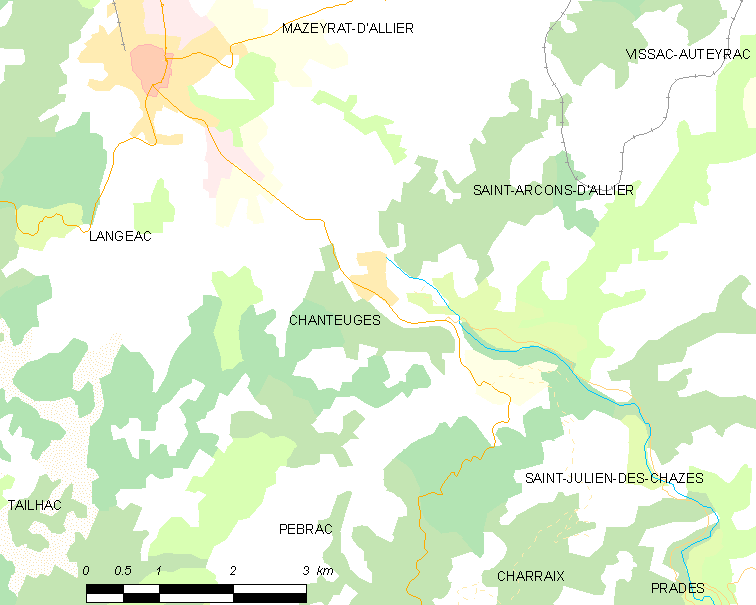
尚特日的OSM定位图

尚特日的时区为UTC+01:00、UTC+02:00（夏令时）。

## 行政
尚特日的邮政编码为43300，INSEE市镇编码为43056。

## 政治
尚特日所属的省级选区为阿列峡-热沃当县。

## 人口

1962-2008年间尚特日人口变化图示

尚特日于2022年1月1日时的人口数量为408人。